# Catocala clarissima
Catocala clarissima là một loài bướm đêm trong họ Erebidae.